# Paraguay az 1976. évi nyári olimpiai játékokon
Paraguay a kanadai Montréalban megrendezett 1976. évi nyári olimpiai játékok egyik részt vevő nemzete volt. Az országot az olimpián 4 sportágban 4 sportoló képviselte, akik érmet nem szereztek.

## Atlétika
Férfi
| Versenyző       | Versenyszám | Döntő   | Döntő    |
| Versenyző       | Versenyszám | Idő     | Helyezés |
| --------------- | ----------- | ------- | -------- |
| Eusebio Cardoso | Maraton     | 2:27:22 | 43.      |

## Sportlövészet
Nyílt
| Versenyző        | Versenyszám           | Pont | Helyezés |
| ---------------- | --------------------- | ---- | -------- |
| Reinaldo Ramírez | Sportpuska, összetett | 1015 | 55.      |

## Úszás
Férfi
| Versenyző   | Versenyszám    | Előfutam | Előfutam | Előfutam | Döntő   | Döntő    |
| Versenyző   | Versenyszám    | Idő      | Hely.    | Össz.    | Idő     | Helyezés |
| ----------- | -------------- | -------- | -------- | -------- | ------- | -------- |
| Julio Abreu | 200 m mell     | 2:35,22  | 6.       | 25.      | kiesett | kiesett  |
| Julio Abreu | 200 m pillangó | 2:13,54  | 8.       | 35.      | kiesett | kiesett  |
| Julio Abreu | 400 m vegyes   | 4:46,69  | 5.       | 25.      | kiesett | kiesett  |

## Vívás
Férfi
| Versenyző      | Versenyszám  | Selejtező | Selejtező | Selejtező         | Selejtező | Selejtező         | Selejtező | Főtábla           | Főtábla           | Vigaszág          | Vigaszág          | Vigaszág          | Döntő             | Döntő   | Helyezés |
| Versenyző      | Versenyszám  | 1. kör | 1. kör    | 2. kör            | 2. kör    | 3. kör            | 3. kör    | 1. kör            | 2. kör            | 1. kör            | 2. kör            | 3. kör            | Döntő             | Döntő   | Helyezés |
| Versenyző      | Versenyszám  | Ellenfél Eredmény | Hely.     | Ellenfél Eredmény | Hely.     | Ellenfél Eredmény | Hely.     | Ellenfél Eredmény | Ellenfél Eredmény | Ellenfél Eredmény | Ellenfél Eredmény | Ellenfél Eredmény | Ellenfél Eredmény | Hely.   | Helyezés |
| -------------- | ------------ | --- | --------- | ----------------- | --------- | ----------------- | --------- | ----------------- | ----------------- | ----------------- | ----------------- | ----------------- | ----------------- | ------- | -------- |
| César Bejarano | Kard, egyéni | I. csoport · Dan Irimiciuc (ROU) · 2-5 · Philippe Bena (FRA) · 2-5 · Tycho Weißgerber (FRG) · 0-5 · Trajan Dimitrov (BUL) · 4-5 · Taweewat Horrapun (THA) · 5-4 | 6.        | kiesett           | kiesett   | kiesett           | kiesett   | kiesett           | kiesett           | kiesett           | kiesett           | kiesett           | kiesett           | kiesett | 39.      |